# Barry Levinson
Barry Levinson (n. 6 aprilie 1942, Baltimore, Maryland, SUA) este un scenarist american, regizor, actor și producător de filme de cinema și de televiziune. A realizat filme ca Bună dimineața, Vietnam (1987), Păcatele tinereții (1996) sau Omul ploii (1988).

## Filmografie

### Filme regizate
- 1982 Restaurantul (Diner)
- 1984 Născut învingător (The Natural)
- 1985 Tânărul Sherlock Holmes și Piramida Fricii (Young Sherlock Holmes)
- 1987 Oameni de tinichea (Tin Men)
- 1987 Bună dimineața, Vietnam (Good Morning, Vietnam)
- 1988 Omul ploii (Rain Man)

- 1990 Avalon
- 1991 Bugsy
- 1992 Jucării (Toys)
- 1994 Jimmy Hollywood
- 1994 Hărțuire sexuală (Disclosure)
- 1996 Păcatele tinereții (Sleepers)
- 1997 Înscenarea (Wag the Dog)
- 1998 Sfera (Sphere)
- 1999 Culmile libertății (Liberty Heights)

- 2000 Vânzătorii de peruci (An Everlasting Piece)
- 2001 Bandiți! (Bandits)
- 2004 Invidia (Envy)
- 2006 Din greșeală, președinte (Man of the Year)
- 2008 Panică la Hollywood (What Just Happened?)

- 2010 Doctorul „Moarte” (You Don't Know Jack)
- 2012 Teroare în golf (The Bay)
- 2014 Rock the Kasbah
- 2017 Vrăjitorul minciunilor (The Wizard of Lies)
- 2018 Paterno
- 2021 Supraviețuitorul (The Survivor)